# İskender Altın
İskender Altın, né le 6 avril 1964 à Eskişehir (Turquie), est un acteur turc.

## Filmographie partielle

### Cinéma
- 1997 : Innocence (en) de Zeki Demirkubuz : Le policier dans le bus
- 2001 : İtiraf (tr) de Zeki Demirkubuz : Süha
- 2005 : Sinema Bir Mucizedir de Memduh Ün et Tunç Başaran (en) : Sakir
- 2007 : Zincirbozan (tr) d'Atıl İnaç (en) : Şevket Kazan
- 2017 : La Vallée des loups - Patrie (en) de Serdar Akar : Soros
- 2018 : Bebek Geliyorum Demez (tr) de Hakan Cigaoğlu : Beste'nin Müdürü
- 2020 : Ceviz Ağacı de Faysal Soysal (en) : Isa

### Séries télévisées
- 2005 : Eylül : Besir
- 2010 : Farklı Desenler (tr) : Hayrettin Efegil
- 2014 : Benim Adım Gültepe (tr) : Sadettin (saison 1, épisodes 1 à 5)
- 2014-2015 : Diriliş: Ertuğrul :  Giovanni Manzini / Ömer (saison 1, épisodes 2, 5, 6, 7, 8 et 15)